# Diabrotica westwoodi
Diabrotica westwoodi es una especie de insecto coleóptero de la familia Chrysomelidae. Fue descrita en 1889 por Baly.